# Stadion Čair
Het (Gradski) Stadion Čair is een multifunctioneel stadion in Niš, een plaats in Servië. In het stadion is plaats voor 18.321 toeschouwers. Het maakt deel uit van het grotere Čair Sportcomplex.
Het stadion werd geopend in 1963. Bij de opening konden er 40.000 toeschouwers in het stadion.
Er vonden grondige renovaties plaats tussen 2011 en 2012 en daarna weer heropend op 15 september 2012. Na deze renovatie voldeed het stadion aan de normen die de voetbalbond UEFA op dat moment stelde om internationale wedstrijden te mogen spelen. Niet alle plannen zijn voltooid. Er werden een aantal nieuwe tribunes gebouwd, maar niet overdekt zoals het plan was.
Het stadion wordt vooral gebruikt voor voetbalwedstrijden, de voetbalclub FK Radnički Niš maakt gebruik van dit stadion.